# Liposcelis brunnea
Liposcelis brunnea — вид комах, описаний Віктором Івановичем Мочульським у 1852 році. Належить до родини ліпосцелових.

## Морфологічна характеристика
Колір коливається від рівномірного блідо-жовтувато-коричневого до рівномірного середньо-коричневого, з проміжними середньо-коричневими на посткліпеусі та кінцевих сегментах черевця й блідо-жовто-коричневим забарвленням між ними. Складне око самиці з сімома оматидіями.

## Поширення
Широко розповсюджений сіноїд у світі, зокрема знайдений у Європі, Росії, Канаді, Австралії. Рідний ареал невідомий; адвентивний вид. Населяє гілки й підстилку під хвойними деревами та дубами, а також побутові умови.

## Значення у природі та житті людини
Комаха може також шкодити бібліотекам та зерносховищам.